# Dark Energy Space Telescope
Il Dark Energy Space Telescope (Destiny), era un progetto previsto dalla NASA e DOE, per effettuare precise misurazioni nell'universo allo scopo di fornire una spiegazione all'energia oscura. L'osservatorio spaziale avrebbe studiato la teoria dell'espansione dell'universo, misurando fino a 3.000 supernove distanti ogni anno dei suoi tre anni di vita della missione e inoltre avrebbe indagato le radiazioni della lunghezza d'onda vicine all'infrarosso per comprendere la struttura a grande scala dell'universo.
La navicella spaziale Destiny sarebbe stata dotata di un telescopio ottico con uno specchio primario di 1.65m. La missione era progettata per inviare la sonda in un anello orbitale intorno al punto lagrangiano L2 tra il Sole e la Terra.
La missione è stata sostituita dal Telescopio spaziale Nancy Grace Roman, prevista per i tardi anni '20.